# Бог мелочей
«Бог мелочей» (англ. The God of Small Things) — дебютный роман индийской писательницы Арундати Рой 1996 года, написанный на английском языке. В 1997 году книга получила Букеровскую премию.
«Бог мелочей» — первый роман автора. Работа над ним, завершенная в 1996 году, продолжалась 4 года.
Действие романа происходит в городе Айеменеме, находящемся в штате Керала на юго-западе Индии. Главные герои книги — двуяйцовые близнецы Эста и Рахель. Повествование постоянно переносит читателя из 1969 года, когда близнецам было по семь лет, в 1993 год, когда им уже по 31, и обратно. Большая часть романа описывает события, произошедшие в 1969 году. Текст романа содержит большое количество слов на малаяламе, языке, распространенном в этой части Индии.
Роман затрагивает существенные для Индии темы, такие как кастовая система и положение неприкасаемых, роль женщины, жизнь христиан в Керале, а также заметная роль коммунистической партии в Керале.